# Aloe tulearensis
Aloe tulearensis é uma espécie de liliopsida do gênero Aloe, pertencente à família Asphodelaceae.